# Jumbo (Supermarkt)

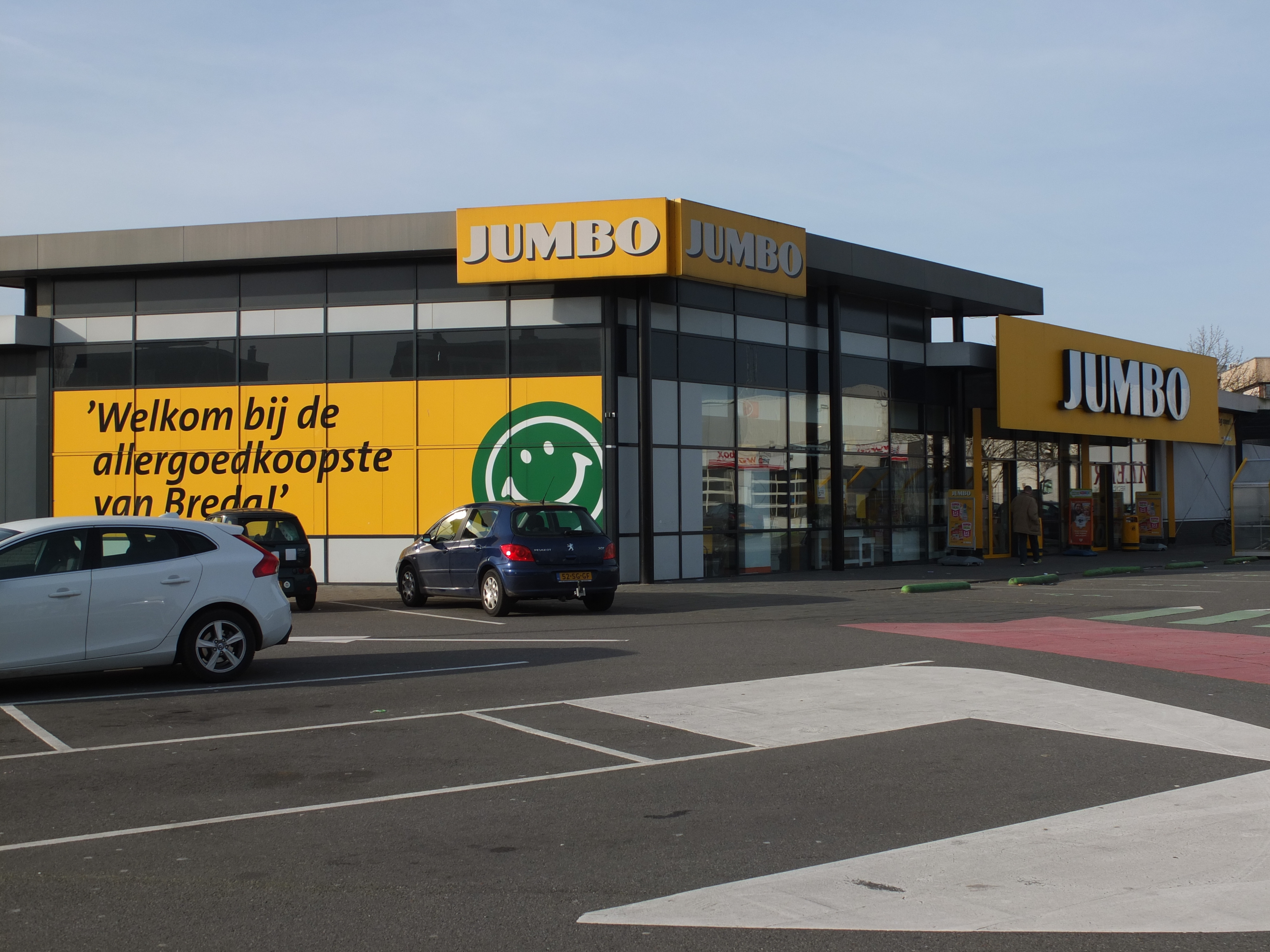
Jumbo-Filiale in Breda

Jumbo ist eine Supermarktkette aus den Niederlanden der Jumbo Groep Holding B.V., die zur Stichting Administratiekantoor Van Eerd Groep Holding gehört. Mit einem Marktanteil von 21,8 % ist sie der drittgrößte Lebensmitteleinzelhändler in den Niederlanden, ist aber seit 2019 auch in Belgien vertreten. Im Jahr 2022 arbeiteten dort 41.234 Menschen. 2022 betrug der Gewinn für die Gruppe 686 Millionen Euro bei einem Umsatz von 10,276 Milliarden Euro. Es wurden 712 Supermärkte, davon 27 in Belgien und 69 Restaurants betrieben.

## Geschichte
Jan und Anita Meurs eröffneten am 18. Oktober 1979 die erste Jumbo-Filiale in einer ehemaligen Kirche in Tilburg. Der Name stammt von dem Elefanten Jumbo, eine Anspielung auf den Konkurrenz Supermarkt „Torro“, der zur Van Eerd Group gehörte. 1983 kaufte Van Eerd die Jumbo-Filiale von den Meurs und sorgte für eine konsequente Expansion in südliche Regionen der Niederlande.
In seiner heutigen Form existiert Jumbo seit 1996. Jumbo veröffentlichte in diesem Jahr auch seine „7 Garantien“ unter anderem mit dem Versprechen, die beste Auswahl zu den günstigsten Preisen zu haben. Seit der Eröffnung der Filiale Valthermond in der Provinz Drenthe, im Oktober 2005, ist Jumbo in allen Provinzen der Niederlande vertreten. Zusammen hatten alle Jumbo-Filialen am 1. Januar 2006 einen Marktanteil von 3,4 % in den Niederlanden. Am 23. Mai 2007 wurde in Veghel der 100. Jumbo-Supermarkt eröffnet.
Zwischen 2005 und 2012 entwickelte sich Jumbo zur zweitgrößten Supermarktkette in den Niederlanden nach Albert Heijn, was teilweise auf die Übernahme der Supermarktketten Super de Boer im Jahr 2009 und C1000 im Jahr 2012 zurückzuführen war. Im Januar 2015 wurde in Woerden die 500. Filiale eröffnet. 2018 wurde Emté von Jumbo und Coop übernommen, wodurch der Marktanteil weiter erhöht wurde.
Der Hauptsitz und das Hauptlager befindet sich in Veghel. Jumbo besitzt sechs regionale Lager: Beilen, Breda, Den Bosch, Elst, Raalte und Woerden.
Am 6. November 2019 expandierte das Unternehmen nach Belgien und eröffnete die erste Filiale Belgiens in Pelt, Limburg. Dem Unternehmen werden gute Chancen in Belgien zugeschrieben und es hat bereits angekündigt, weiter in Flandern zu expandieren. Anfang 2023 gab es 27 Filialen, weitere 10 waren geplant.